# Phunk Junkeez
Die Phunk Junkeez sind eine Crossover-Band aus Phoenix (Arizona), die sich seit ihrer Gründung 1991 eine große Fangemeinde in den USA und Japan erarbeitet haben. Ihre Musik reicht von Hardcore Punk bis Trip-Hop.

## Bandgeschichte
Während der Anfangszeit spielten die Phunk Junkeez Konzerte meist in Lagerhallen, in die sie am Abend der Show einbrachen. Die Auftritte wurden durch Mundpropaganda beworben. Dieses Vorgehen brachte viele Konflikte mit der lokalen Polizei mit sich, die mehrmals drohte die Band zu verhaften.
Bei einem Konzert im Jahre 1993 im Mesa Amphitheatre überzog die Band das Konzert über die Sperrstunde. Nicht einmal die Drohung, die Polizei zu rufen, brachte die Band dazu aufzuhören. Nachdem die Verstärker im Theater ausgeschaltet wurden, spielte die Band nur mit den Bühnenverstärkern weiter, bis auch das gesamte Licht erlosch. Nach dem Auftritt randalierte K-tel-Disco, ein damaliges Bandmitglied, und drohte dem Produzenten, der nach Hause fuhr, ohne die Band zu bezahlen. Wegen Obszönitäten während des Soundchecks, durch die sich eine benachbarte Mormonenversammlung verletzt fühlte, war es den Phunk Junkeez nicht mehr gestattet, in Mesa zu spielen. Mit der heutigen Besetzung kam es aber nicht mehr zu dieser Art von Ausschreitungen.
Einige Zeit waren die Phunk Junkeez bei Suburban Noize Records unter Vertrag.

## Diskografie
- Phunk Junkeez (1992)
- Injected (1995)
- Fear of a Wack Planet (1998)
- Sex, Drugs and Rap ’n’ Roll (2001)
- Rock It Science (2003)
- Hydrophonic (2007)

DVDs
- Junkeez for Life (2005)